# Concordia (Misuri)
Concordia es una ciudad ubicada en el condado de Lafayette en el estado estadounidense de Misuri. En el Censo de 2010 tenía una población de 2450 habitantes y una densidad poblacional de 530,54 personas por km².

## Geografía
Concordia se encuentra ubicada en las coordenadas 38°59′15″N 93°34′7″O / 38.98750, -93.56861. Según la Oficina del Censo de los Estados Unidos, Concordia tiene una superficie total de 4.52 km², de la cual 4.6 km² corresponden a tierra firme y (0.39%) 0.02 km² es agua.

## Demografía
Según el censo de 2010, había 2450 personas residiendo en Concordia. La densidad de población era de 530,54 hab./km². De los 2450 habitantes, Concordia estaba compuesto por el 97.67% blancos, el 0.24% eran afroamericanos, el 0.2% eran amerindios, el 0.2% eran asiáticos, el 0.12% eran isleños del Pacífico, el 0.45% eran de otras razas y el 1.1% pertenecían a dos o más razas. Del total de la población el 2.08% eran hispanos o latinos de cualquier raza.